# World Cycling Centre
El Centro Mundial del Ciclismo (en francés: Centre Mondial du Cyclisme; en inglés: World Cycling Centre o WCC) es un conjunto de instalaciones de entrenamiento y perfeccionamiento deportivo situadas en Aigle, Suiza. Contiene un velódromo cubierto con una cuerda de 200 m y una pista de BMX, además de una serie de dependencias administrativas. Fue construido en 2002 para celebrar el 100 aniversario de la Unión Ciclista Internacional (UCI), la entidad rectora mundial del ciclismo deportivo, cuya sede se encuentra en el edificio principal.

## Actividad
En sus diez primeros años de vida, se habían realizado en el centro más de 1000 actividades de entrenamiento. En 2015, la ciclista ruandesa Jeanne D'arc Girubuntu se convirtió en el alumno número 1000 del Centro. Entre sus graduados anteriores figuran Stefany Hernández (campeona mundial de BMX en 2015); Daniel Teklehaimanot (el primer ciclista africano de color en puntuar en el premio de la montaña en el Tour de Francia); Chris Froome (múltiple ganador del Tour de Fráncia); Victoria Pendleton (múltiple campeona olímpica y mundial); Ross Edgar, Ramūnas Navardauskas y Guo Shuang (medallistas en Campeonatos Mundiales); y el múltiple campeón africano Natnael Berhane. Un total de catorce ciclistas en formación del WCC fueron seleccionados para competir por sus naciones en los Juegos Olímpicos de 2016 celebrados en Río de Janeiro. El Centro también presenta en algunas ocasiones equipos en carreras Sub-23.